# Brucknerallee 88 (Mönchengladbach)

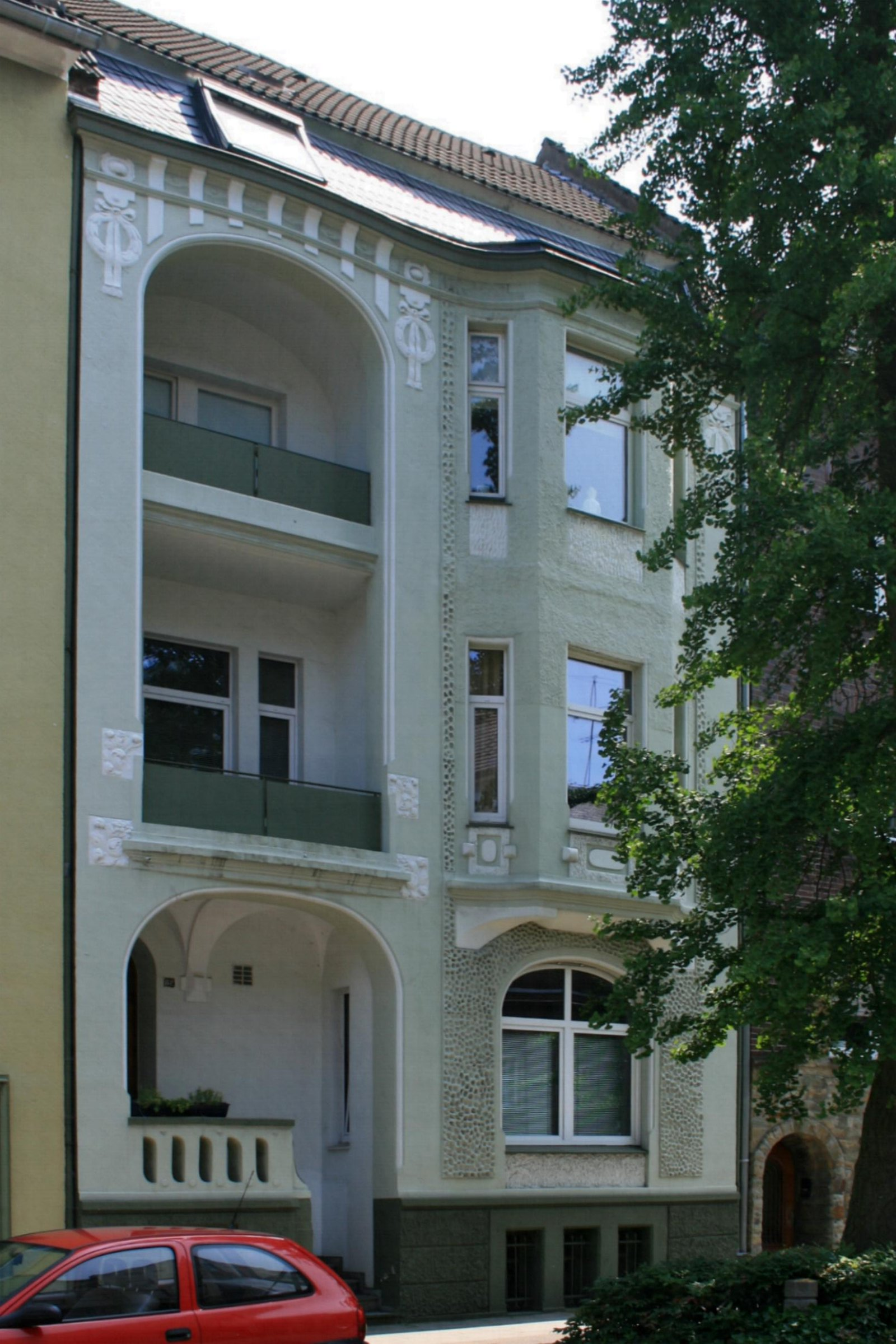
Wohnhaus (2010)

Das Wohnhaus Brucknerallee 88 steht im Stadtteil Rheydt in Mönchengladbach (Nordrhein-Westfalen).
Das Gebäude wurde 1906 erbaut. Es ist unter Nr. B 085 am 6. Mär. 1989 in die Denkmalliste der Stadt Mönchengladbach eingetragen worden.

## Architektur
Das zweiachsige, dreigeschossige, traufenständige, walmdachgedeckte Einfamilienhaus ist linksseitig zu betreten. In einer rundbogenverblendeten, loggiaähnlichen, offenen Eingangsnische befindet sich eine im Antritt viertelgewendete, einläufige Treppe zur Tür. Das obere Podest ist durch eine Brüstung gesichert. Über diesem Eingangsbogen umfasst ein weiterer gestelzter Bogen die Balkone im ersten und zweiten Stock. Zu deren Vertiefung ins Gebäude hinein korrespondiert ein im Grundriss dreiseitiger, durchfensterter Erker, der sich über die beiden oberen Geschosse erstreckt.